# Шембек, Ежи
Е́жи Ше́мбек (пол. Jerzy Szembek; 14 июня 1851, Бершадь — 26 июля 1905, Поремба) — российский католический епископ, одиннадцатый архиепископ могилёвский.

## Биография
Происходил из рода графов Шембеков, полное имя — Ежи Юзеф Элизеуш Шембек (пол. Jerzy Józef Elizeusz Szembek). Учился на философском факультете Краковского университета. После окончания университета мечтал о посвящении жизни Церкви и некоторое время провёл в Африке, знакомясь с работой католических миссий. В 1881 году по настоянию семьи вернулся на родину, где вступил в управление фамильными имениями.
В конце 80-х годов под влиянием своего друга Андрея Шептицкого Шембек принял окончательное решение о своей церковной карьере. После окончания Саратовской духовной семинарии 19 марта 1893 года был рукоположен в священники. Служил в Саратове и Астрахани, преподавал в Саратовской семинарии и был членом местного кафедрального капитула. На его фамильные деньги был выстроен в 1899 году Храм Святого Николая в Царицыне (ныне Волгоград).
15 апреля 1901 года папа Лев XIII назначил Ежи Шембека епископом Плоцка, месяцем позже это назначение было одобрено Николаем II. Епископская хиротония, которую возглавлял архиепископ-митрополит Могилёва Болеслав Иероним Клопотовский состоялась 30 июня 1901 года.
В феврале 1903 года приехал в Петербург на похороны архиепископа Клопотовского, после похорон посетил Рим, где доложил папе Льву XIII о текущем положении католиков в Российской империи.
9 ноября 1903 года назначен папой новым архиепископом-митрополитом могилёвским. 12 февраля 1904 года император Николай II утвердил это назначение. Ежи Шембек последовательно и эффективно отстаивал права католиков, ущемляемые царской властью. В частности он впервые в истории Могилёвского архидиоцеза созвал епархиальный собор, выработавший меморандум, где перечислялись пожелания католических епископов и священников государству по изменению тех законов, которые препятствовали пастырской деятельности. Меморандум был представлен Шембеком Николаю II и С. Ю. Витте.
В 1904 году ещё раз посетил Рим, передал от папы персональный подарок цесаревичу Алексею — картину. Большое время Шембек уделял визитации католических приходов, особенно тех, которые давно не посещались епископами. Принимал большое участие в насущных потребностях Петербургской католической духовной академии. В конце 1904 — начале 1905 года созвал первый съезд католических катехизаторов России и сумел добиться от Министерства просвещения разрешения на ряд мер, направленных на улучшение катехизации католической молодёжи.
В 1905 году заболел и отправился на лечение в Мариенбад (совр. Марианске-Лазне), однако не доехав до цели 26 июля 1905 года скончался в дороге в польском городе Поремба.